# Manaf Younis
Manaf Younis (en arabe : مناف يونس), né le 16 novembre 1996 à Tikrit, est un footballeur international irakien. Il joue au poste de défenseur central à Al-Shorta SC.

## Carrière

### En sélection
En novembre 2021, il fait partie de la liste des 23 joueurs retenus par Željko Petrović pour aller disputer la Coupe arabe de la FIFA qui se déroule au Qatar. Il connait sa première sélection internationale en étant titulaire lors du premier match de l'Irak, face à Oman (1-1).   
Remplaçant lors de la Coupe du Golfe 2023 (première édition de la compétition à se dérouler en Irak depuis 1979), il entre en jeu dans le temps additionnel de la finale (ar) face à Oman et inscrit, à la toute dernière minute des prolongations, le but du 3-2 qui permet à son pays de s'arroger le titre pour la première fois depuis 1988.    

## Palmarès

### En club
| Al-Karkh SC - Coupe d'Irak - Vainqueur en 2022 (en) |  | Al-Shorta SC - Supercoupe d'Irak (en) - Vainqueur en 2022 (en) |

### En sélection
| Irak - Coupe du Golfe des nations - Vainqueur en 2023 |